# グルノーブル政治学院
グルノーブル政治学院(Institut d'Etudes Politiques de Grenoble)はフランス南東部イゼール県の県庁所在地グルノーブルにある社会科学系のグランゼコール（Grandes Écoles）略称 IEPG。通称 Sciences-Po Grenoble。

## 概略
グルノーブル政治学院は、1948年に設立されたフランスの大学教育研究機関である。フランス国鉄のグルノーブル駅を通るトラムB線およびC線上に位置する、サン＝マルタン＝デール所在の大学キャンパスの一角にある。グルノーブル第2大学に属し、法律上は公施設法人の地位を有し、自治権限が付与される。一方でフランス国立政治学財団の運営管理下にある。グルノーブル政治学院は、パリ政治学院、ボルドー政治学院（グルノーブル政治学院と同等の扱い）、エクス・アン・プロヴァンス政治学院、リール政治学院、リヨン政治学院、レンヌ政治学院、ストラスブール政治学院、トゥールーズ政治学院の9校の国立政治学院のうちの一つに含まれる。政治学院の設立目的は、政治経済分野での高度専門知識を有する人材・テクノクラートを育成し、行政・政治などの公的分野や企業等の幹部、上級管理職養成の役割を果たすことにある。グルノーブル政治学院は、歴史や有力政治家あるいは高級官僚輩出数ではパリ政治学院の後塵を拝するものの、政治学分野の研究、教育においてフランス国内外での評価が高い。卒業生の進路は行政・公共団体・企業・報道など多岐にわたる。また高級官僚養成校であるフランス国立行政学院に進学する学生もいる。
他の政治学院の存在する地域圏では、地域圏内に一つの政治学院しか存在しないが、グルノーブルが属するローヌ＝アルプ地域圏にはリヨンにも政治学院が設立されている。

## 歴史
第二次世界大戦後に戦後復興のため、行政分野での幹部養成機関として、1872年設立のパリ政治学院や1945年設立のストラスブール政治学院に続き、1948年5月4日、政令によってグルノーブル大学政治学院として発足。（同年に、ボルドー、リヨン、トゥールーズにも政治学院が設立された。）現在のグルノーブル政治学院の名は1969年1月18日の政令によっている。1989年12月18日の政令によって現在の位置づけが確定した。現在の学長はOlivier Ihlである。

## 入試
一般的な他のグランゼコールと同様、バカロレア取得者に入学試験による選抜を行う。
2008年より、1年次への入学試験は歴史と外国語の記述試験（合計5時間）がリセの最終学年在籍者及び前年度のバカロレア取得者に対して行われている。第2学年または第4学年への入学試験も2006年から行われている。
2008年からエクス＝アン＝プロヴァンス、リヨン、リール、レンヌ、ストラスブール、トゥールーズの各政治学院は第1学年への共通入学試験を導入したが、グルノーブル政治学院は、パリ政治学院、ボルドー政治学院と同様に単独入学試験を維持している。合格率は約8%である。

## 教育
常勤教授は約70人、その他非常勤講師等を合わせると教員数は170人に達し、研究員は約60人が所属している。教育課程は5年制である。欧州連合共通の高等教育単位・学位互換制度に基づき、第1学年から第3学年の3年間は第1課程（学部課程に相当）、残りの2年間は第2課程として区分される。
このシステムは現代社会、国際問題の高度な理解を可能にすると同時に様々な進路に対応するためである。フランスのリベラルアーツ系一般大学（入試なし）では3年間で学士、さらに1年間で修士の学位が授与される。政治学院の最初の3年間の課程終了がリベラルアーツ系一般大学の修士と同等である。
学生は最低2つの外国語を習得するようにも求められており、政治学院では12ヶ国語のなかから選択する。
第1学年ではゼネラリストとしての知識・研究方法の教授がなされとりわけ方法論の習得や外国語能力の強化に重点が置かれている。2、3年次に専門教育、その後の第2課程でさらに広範な専門教育が提供される。
学生数は3年間の第1課程に属する者約700人、第2課程に属する者は約600人である。そのほかに約80名の博士号取得準備者が在籍する。在籍学生は合計で約1,500人である。質・量ともに充実した教育資源を持つ。理論を踏まえたうえで分析手法に重点を置いた実践的な教育を行う。教授分野は政治学・経済学・公法・国際関係学など社会科学全般に及ぶ広範なものとなっている。2009年度現在、フランス語・英語・ドイツ語・イタリア語・スペイン語による講義が実施されている。
ほとんどの学生は4年次に一年間海外の協定大学で勉強する。このため海外の約100の大学と留学協定を結んでいる。外国人学生も毎年約170人受け入れており、日本の大学とは東京大学、京都大学、名古屋大学、国際教養大学、早稲田大学、上智大学などと国際交流協定を締結している。日本の外務省研修先機関としても留学生受け入れを行っている。
公務員志望の学生のために公務員試験やフランス国立行政学院入試の準備講座も存在している。進級、卒業は極めて狭き門である。設立以来日本人正規課程卒業者は２名（EF財政経済学科１名およびPS政治社会学科１名）。聴講生および交換修学等留学生コースは別枠。

### 詳細な課程区分
現在、第2学年からは以下の4つに区分される。
- Politique (Pol),
- Politique économique et sociale (PES),
- Service public (SP),
- Économique et financière (Éco-fi).

第2課程では以下の15に区分される。
- Amérique latine
- Autonomie et Services à la Personne (sur le campus d'Annecy)
- Carrières publiques
- Communication politique
- Développement et expertise de l'économie sociale
- Direction de projets culturels
- Gouvernance européenne
- Ingénierie juridique et financière option Management des organisations privées
- Ingénierie juridique et financière option Management des collectivités territoriales
- Journalisme (avec deux options : Journalisme d'investigation ; Journalisme et outils numériques en collaboration avec Grenoble ecole de management)
- Moyen-Orient
- Organisations internationales, OIG et ONG
- Politiques publiques de santé
- Progis, Études d'opinion et de marché
- Transmédia (sur le campus d'Annecy)
- Tourisme. territoires, innovation, gouvernance
- Sciences de gouvernement comparées
- Sciences politiques de l'Union européenne
- Sciences, techniques et démocratie (avec l'Institut polytechnique de Grenoble)
- Ville, territoire, solidarités

## 公式サイト
- Site internet de Sciences-Po Grenoble (ou IEP de Grenoble)
  -  « Sciences Po Grenoble : Les archives d'une grande école 1948-2008 »